# Jost von Trott zu Solz
Jost von Trott zu Solz (* 24. Oktober 1944 in Bellers; † 18. Dezember 2009 in Berlin) war ein deutscher Jurist mit Spezialgebiet der offenen Vermögensfragen/des Restitutionsrechts und Gründer der Berliner Rechtsanwaltsozietät von Trott zu Solz Lammek.

## Leben
Von Trott zu Solz entstammte der hessischen Adelsfamilie derer von Trott zu Solz. Nach dem Wehrdienst bei der Bundeswehr, wo er später als Reservist den Dienstgrad Hauptmann  hatte, studierte er Rechtswissenschaften an der Berliner Freien Universität. Dort war er Sprecher des RCDS, später CDU-Kreisvorsitzender und Landesvize der Jungen Union. Nach dem Studium promovierte er 1975 beim späteren Präsidenten des Berliner Verfassungsgerichtshofes des Landes Berlin Klaus Finkelnburg, in dessen Kanzlei er anschließend eintrat, mit seiner Arbeit Die staatlich beeinflusste Aktiengesellschaft als Instrument der öffentlichen Verwaltung.
Als Rechtsanwalt und Notar, Fachanwalt für Verwaltungsrecht sowie Fachanwalt für Steuerrecht war er ein prominenter Rechtsanwalt im Bereich des öffentlichen Rechts. Nach der Wiedervereinigung und bis zu seinem Tod war er einer der bekanntesten Rechtsanwälte auf dem Gebiet des Rechts für offene Vermögensfragen sowie des Kunstrestitutionsrechts. Er vertrat hunderte von Alteigentümern bei der Durchsetzung ihrer Ansprüche, wie zum Beispiel die Erben des Bankhauses Mendelssohn & Co. oder die Erben nach Max Silberberg bei der Restitution von van Goghs Les Oliviers – der ersten Rückgabe eines Kunstwerkes auf der Grundlage der Washingtoner Erklärung in Deutschland (zusammen mit der Historikerin Monika Tatzkow). 2002 gründete er seine eigene Kanzlei als Abspaltung von White & Case zusammen mit fünf jüngeren Kollegen. 2005 vertrat er die Erbengemeinschaft des Unternehmers und Kunstsammlers Julius Freund gegenüber dem Bundesamt zur Regelung offener Vermögensfragen. In der Causa Kirchner, die sich mit der Rückgabe von Ernst Ludwig Kirchners Berliner Straßenszene an die Erben beschäftigte, beriet er 2006 den Berliner Senat. Insgesamt war er an rund einem Dutzend positiv verlaufener Restitutionen von Raubkunst beteiligt. Im März 2007 war er vom Ausschuss für Kultur und Medien als Sachverständiger zur öffentlichen Anhörung zum Thema „Die Anwendung der Grundsätze der Washingtoner Erklärung in Deutschland und im  internationalen Vergleich – Anhörung zu Erfahrungen im Bereich der Restitution von NS-verfolgungsbedingt entzogenen Kulturgütern und der Provenienzforschung“ eingeladen. Dabei plädierte er für die Einrichtung einer zentralen Instanz, wo Streitfälle zwischen Museen und den Erben der beraubten Familien entschieden werden könnten.
Von Trott zu Solz war Mitherausgeber der Zeitschrift für offene Vermögensfragen und Rechtsritter des Johanniterordens. Unter anderem war er Fördermitglied der Max-Planck-Gesellschaft.
Er starb im Dezember 2009 nach kurzer, schwerer Krankheit. Sein Leichnam wurde auf dem Familienfriedhof in Solz beigesetzt. In der Berliner St.-Matthäus-Kirche wurde ein Gedenkgottesdienst abgehalten.

## Veröffentlichungen
- Die Behandlung nichtiger Enteignungen im Rahmen von § 1 Abs 6 VermG, dargestellt am Beispiel der Vermögensentziehungen nach § 3 der 11- VO zum Reichsbürgergesetz. ZOV, 1998, 163–168
- Kunstrestitution auf der Grundlage der Beschlüsse der Washingtoner Konferenz vem 3. Dezember 1998 und der gemeinsamen Erklärung von 1999. In: Julius H. Schoeps und Anna-Dorothea Ludewig Hrsg.: Eine Debatte ohne Ende? Raubkunst und Restitution im deutschsprachigen Raum. Berlin : Verlag für Berlin-Brandenburg, 2007, ISBN 978-3-86650-641-1
- Anwälte, Raubkunst und Restitution. In: Hrsg.: Inka Bertz und Michael Dorrmann im Auftrag des Jüdischen Museums Berlin und des Jüdischen Museums Frankfurt am Main: Raub und Restitution. Kulturgut aus jüdischem Besitz von 1933 bis heute., 2008, ISBN 978-3-8353-0361-4